# Дубчек, Александр
Алекса́ндр Ду́бчек (словац. Alexander Dubček; 27 ноября 1921, Угровец, Чехословакия — 7 ноября 1992, Прага) — чехословацкий государственный, политический и общественный деятель словацкого происхождения. Первый секретарь ЦК Коммунистической партии Чехословакии в январе 1968 — апреле 1969 — главный инициатор курса реформ, известных как Пражская весна.

## Детство и молодость
Этнический словак, Александр Дубчек родился в местечке Угровец близ города Бановце-над-Бебравоу в семье столяра. Его родители, рабочие-мигранты, познакомились в США.
В 1925 году семья Дубчека в составе группы словацких коммунистов выехала в СССР, в Киргизию, где они организовали кооператив «Интергельпо»; впоследствии семья переехала в Горький. Учился в средних школах Фрунзе и Горького до возвращения на родину в 1938 году. В Словакии работал на заводах Тренчина в качестве сначала ученика слесаря, а затем слесаря по ремонту оборудования.
В 1939 году вступил в Компартию Чехословакии, а после вторжения немецких войск в Чехию и Моравию и провозглашения независимости Словакии под руководством Йозефа Тисо участвовал в антифашистском движении. Будучи кузнецом на заводе «Шкода» в Дубнице-над-Вагом, во время Второй мировой войны 1941—1944 поддерживал тесные связи с подпольщиками. Участвовал в Словацком национальном восстании, получил два ранения.
После войны с 1945 до 1949 года продолжал свою трудовую деятельность на пищевом предприятии в Тренчине, специализирующемся на производстве дрожжей.
В 1949 году был окончательно переведён на партийную работу, став поочерёдно секретарём и первым секретарём Тренчинского обкома Компартии Словакии, а с 1951 года — первым секретарём в Банской Бистрице (до 1952 года) и депутатом Национального собрания (до 1955 года). Окончив в 1955 году юридический факультет Братиславского университета имени Коменского, поступил в Высшую партийную школу при ЦК КПСС в Москве. После окончания этого учебного заведения в 1958 году был назначен на должность первого секретаря столичного Братиславского обкома Компартии Словакии. В 1960—1969 годах — секретарь, первый секретарь и член президиума ЦК Компартии Словакии, а также депутат и Председатель Федерального собрания ЧССР.

## Лидер реформаторов
На волне своей растущей популярности, вызванной его выступлениями в защиту интеллигенции, поставленной в жёсткие рамки государственного контроля существующим режимом президента Антонина Новотного (занимавшего одновременно пост первого секретаря ЦК КПЧ), Дубчек превратился в признанного лидера оппозиции против консервативных неосталинистов, доминировавших в руководстве чехословацкой Компартии. Он пришёл к выводу, что страна нуждается в обновлении государственного аппарата, создании принципиально новой модели социалистической демократии, которая могла бы соединить лучшие традиции социалистического строительства в странах социалистического лагеря и достояния европейской социал-демократии, что было созвучно общественным настроениям, требовавшим радикальной демократизации, гласности, свободы слова и печати. Проекты Дубчека относительно децентрализации экономики и расширение участия рабочих в управлении, получили название «социализма с человеческим лицом». Первым требованием, выдвинутым Дубчеком ещё в конце 1950-х годов, было освобождение жертв прежних политических репрессий, в том числе одного из лидеров словацких коммунистов — Густава Гусака, который позже сменит Дубчека на посту первого секретаря КПЧ с подачи Москвы и консерваторов.

## Пражская весна
Став 5 января 1968 года первым секретарём ЦК КП Чехословакии, Дубчек при поддержке сменившего Новотного героя Второй мировой войны президента Людвика Свободы инициировал ряд преобразований, направленных на существенную либерализацию и демократизацию существующего режима.

### Программа действий
В апреле 1968 соратники Дубчека (Р. Рихта, О. Шик, П. Ауэсперг) предложили свою «Программу действий», утверждённую руководителями КПЧ, — программу реформирования для обеспечения «идейного плюрализма».
Политика первого секретаря завоевала поддержку широких слоёв населения страны, 70 ведущих деятелей науки и культуры подписались под статьёй «Две тысячи слов», направленной на одобрение курса реформ. Одновременно началось преследование ортодоксальных кругов партии во главе с Новотным. Они были под предлогом попытки государственного переворота смещены с руководящих постов. Проходили митинги и демонстрации.

### Реакция СССР
Такая ситуация вызывала опасения со стороны Советского Союза. Юрий Андропов, свидетель событий 1956 года в Венгрии, говорил об опасности потери контроля над Чехословакией: «Они собираются сделать из страны что-то вроде Югославии, а затем — Австрии».
Руководители пяти стран Организации Варшавского договора 15 июля 1968 года адресовали КПЧ письмо о необходимости решительного наступления на «правое крыло» в партии и «антисоциалистические силы» в стране. Письмо не только не остановило реформаторов из чехословацкого правительства в их стремлении к реформам, но даже вызвало резкую реакцию общественности. В ответе «письму пятерых» чехословацкая Компартия высказала своё несогласие с «дискредитированными бюрократическо-полицейскими методами», но подтвердила лояльность к Москве.
Уже 29 июля 1968 года на закрытых переговорах с Брежневым и другими руководителями СССР (Косыгиным, который в сущности и вёл все переговоры) в приграничном городке Чиерна-над-Тисой Дубчек потребовал вывода советских войск, оставшихся в Чехословакии после совместных манёвров, опасаясь использования советских сил для подавления Пражской весны; советские представители настояли на «стабилизации» настроений в ЧССР. Заключительное Братиславское соглашение 3 августа 1968 года закрепило вывод всех войск других участников ОВД с территории страны. СССР обязывался не препятствовать проведению ограниченных реформ и остановить нападки в прессе, Чехословакия, со своей стороны, согласилась ограничить антисоветские настроения и впредь проводить согласованную с Кремлём политику.

### Вторжение войск Варшавского договора
Несмотря на заключение соглашения, руководство стран Варшавского договора продолжало разрабатывать план военного вмешательства. 18 августа 1968 года совещание пяти членов ОВД осудило чехословацкое руководство, деятельность которого «угрожала завоеваниям социализма». Для предотвращения контрреволюционного переворота силы 5 стран — членов Варшавского договора (СССР, Польши, ГДР, Венгрии и Болгарии), заручившись поддержкой целого ряда видных общественных деятелей Чехословакии, подписавшихся под просьбой о введении войск для защиты социализма, 20 августа 1968 года пересекли границу страны с целью сместить реформаторов в её руководстве. В считанные часы мощный 124-тысячный контингент «дружественных государств» занял все ключевые пункты Чехии и Словакии.
При известии о вторжении в кабинете Дубчека в ЦК КПЧ срочно собрался Президиум КПЧ. Он принял воззвание, в котором осудил действия союзных государств, считая их попирающими нормы международного права, а также принял решение о срочном созыве партийного съезда. Сам Дубчек в своём радиовоззвании к жителям страны призвал граждан сохранять спокойствие и не допустить кровопролития и фактического повторения венгерских событий 1956 года.
По утверждению советского дипломата Валентина Фалина, который во время этих событий возглавлял 2-й Европейский (британский) отдел МИД СССР 16 августа, Дубчек сам просил Брежнева ввести советские войска в Чехословакию.
К 4:30 утра 21 августа здание ЦК было окружено советскими войсками и бронетехникой, в здание вошли солдаты Таманской дивизии и арестовали присутствовавших. Несколько часов Дубчек и другие члены ЦК провели под охраной. В 10 утра Дубчека, премьер-министра Черника, председателя парламента Смрковского, главу Национального фронта Кригеля и ряд других дубчековцев на советских БТРах вывезли на аэродром и доставили в Москву.
Между тем протестующие оказывали военнослужащим стран Варшавского договора, введённым в Прагу для сохранения завоеваний социализма, активное сопротивление, в большинстве своём (но далеко не всегда) ненасильственное. Подпольно прошедший в рабочем районе Праги XIV (Высочанский) съезд КПЧ обратился ко всем коммунистическим и рабочим партиям мира с просьбой осудить советское вторжение (против действий ОВД, в частности, выступили Компартии Югославии, Румынии, КНР, Албании).
Первоначальный план Москвы предполагал арест дубчековцев и создание «временного революционного правительства» из членов антидубчековской фракции во главе с Индрой. Однако перед лицом всеобщего гражданского неповиновения, поддержанного решениями Высочанского съезда, и того факта, что президент Свобода категорически отказался узаконить предполагаемое «правительство», Москва изменила свои намерения и пришла к выводу о необходимости договориться с законным чехословацким руководством. 23 августа в Москву вылетел Свобода вместе с вице-премьером Густавом Гусаком. 25 августа с Дубчеком и его товарищами начались переговоры, и 26 августа они завершились подписанием так называемого Московского протокола из 15 пунктов (официальное название «Программа выхода из кризисной ситуации»), в целом на советских условиях. Протокол предполагал непризнание законности XIV съезда, сворачивание демократических преобразований и оставление в Чехословакии постоянного контингента советских войск. Дубчек смирился с необходимостью подписания протокола, фактически ликвидировавшего завоевания «Пражской весны» и ограничивавшего суверенитет Чехословакии, видя в этом необходимую цену за прекращение жёсткого оккупационного режима. Из этого же исходил президент Свобода, прибывший в Москву и энергично настаивавший на подписании соглашения. Того же требовал член чехословацкой делегации Густав Гусак, открыто перешедший на сторону Москвы и впоследствии за это назначенный лидером КПЧ. Изо всех членов «чехословацкой делегации» (как официально стала называться эта группа) подписать протокол отказался только Франтишек Кригель. Советские товарищи за это попытались оставить его в СССР, но Дубчек и другие члены делегации отказались вылетать без него, и Кригель был спешно доставлен в аэропорт.
25 августа 1968 года советские диссиденты вышли в Москве на демонстрацию, один из лозунгов которой гласил: «Свободу Дубчеку».

## Между Пражской весной и Бархатной революцией
После возвращения в Прагу до апреля 1969 года Дубчек формально пребывал на посту первого секретаря ЦК КПЧ и возглавлял Федеральное собрание Чехословакии, так как смещение реформаторского крыла КПЧ проводилось постепенно. Поэтому на апрельском пленуме ЦК КПЧ (1969) Дубчек был отстранён от власти и заменён другим словаком — Густавом Гусаком, полностью лояльным к СССР.
Смещённый с постов в своей стране, в 1969—1970 некоторое время был послом в Турции.
Напрямую Дубчеку обвинения в оппортунизме не предъявлялись, но он обвинялся в попустительстве «правоопортунистическим оппонентам». Из-за этих обвинений в 1970 году Дубчек был исключён из Компартии Чехословакии, лишён статуса депутата и отправлен на работу руководящим лесничествами в системе словацкого лесного хозяйства, где проработал до выхода на пенсию в 1981 году.

## Дубчек и «новая эпоха»
В 1989 году Дубчек стал одним из активнейших участников Бархатной революции в Чехословакии. Был кооптирован в федеральное собрание. С 28 декабря 1989 года повторно занимал пост председателя Федерального собрания Чехословакии. В феврале 1990 года воссоздал Социал-демократическую партию Словакии (СДПС), которая вскоре была принята в Социалистический интернационал. 25 июня 1992 его на посту председателя Федерального собрания сменил Михал Ковач.
Рассматривался в качестве ведущего деятеля демократических левых; созданная им СДПС к 1992 году насчитывала 10 тыс. членов (в аналогичной партии в Чехии, ЧСДП, к середине 1990-х было 12 тыс. членов). Будучи словаком, был принципиальным противником распада Чехословакии.

## Гибель
1 сентября 1992 года автомобиль, в котором ехал Дубчек по чешской автостраде D1 Прага — Братислава, попал в серьёзную аварию. Получив тяжёлые повреждения позвоночника и грудной клетки, Дубчек был госпитализирован и более двух месяцев находился в больнице, где ему была сделана хирургическая операция. В конце октября в состоянии его здоровья наступило серьёзное ухудшение, и через две недели, 7 ноября 1992 года, он скончался.
После гибели авторитетного лидера партии и страны некоторые политики высказывали предположения, что этот несчастный случай мог быть подстроен, чтобы вывести Дубчека с политической арены страны. Следствие по этому делу продолжалось многие годы, в 2000 году дело было закрыто, и словацкое министерство внутренних дел объявило, что гибель Дубчека не была результатом заговора. По произведённым расчётам, автомобиль Дубчека двигался по трассе с высокой скоростью, недопустимой в условиях плохой погоды. За превышение скорости выживший в аварии шофёр Дубчека был осуждён на 12 месяцев тюрьмы.

## Награды
- Большой крест ордена Белого льва (2003, Чехия, посмертно)[19]
- Орден 25 февраля 1948 года (1949, Чехословакия)[20]
- Медаль «За заслуги в строительстве»[чеш.] (1958, Чехословакия)[19]
- Памятная медаль к 20-летию Словацкого национального восстания (1964, Чехословакия)[19]
- Орден Людовита Штура 1 класса (31 августа 1995, Словакия, посмертно)[19]
- Крест Прибины 1 класса (3 января 2000, Словакия, посмертно)[19]
- Орден «Георгий Димитров» (1965, НРБ)[19]
- Кавалер Большого Креста ордена «За заслуги перед Итальянской Республикой» (14 марта 1991, Италия)[21]
- Большой золотой почётный знак на ленте «За заслуги перед Австрийской Республикой» (1991, Австрия)[19]